# Хотиловичи
Хоти́ловичи (бел. Хаці́лавічы, пол. Chociłowicze) — деревня в Сморгонском районе Гродненской области Белоруссии.
Входит в состав Жодишковского сельсовета.
Расположена у северо-западной границы района. Расстояние до районного центра Сморгонь по автодороге — около 31 км, до центра сельсовета агрогородка Жодишки по прямой — чуть более 11 км. Ближайшие населённые пункты — Будилки, Городьково, Поляны. Площадь занимаемой территории составляет 0,1160 км², протяжённость границ 3850 м.
Согласно переписи население деревни в 1999 году насчитывало 25 человек.